# Chalma (Estado de México)
Chalma es un poblado de México perteneciente al municipio de Ocuilan  en el Estado de México, es conocido como un centro de peregrinaje religioso hacia su santuario, donde se venera al Señor de Chalma.
Chalma se encuentra ubicado en el sureste del Estado de México, cercano a sus límites con el de Morelos, su distancia con la capital del estado, Toluca, es de unos 65 kilómetros, y de la Ciudad de México 95 kilómetros. Sus coordenadas geográficas son 18°55′56″N 99°26′09″O / 18.93222, -99.43583 y según el Conteo de Población y Vivienda de 2005 tiene una población total de 1,701 habitantes.
Los orígenes de Chalma son de origen prehispánico, en sus alrededores existieron cuevas en las cuales se veneraba a deidades como Oztoteotl y Tlazacotl, según la leyenda que dio origen a la veneración del Señor de Chalma, cuenta que cuando los evangelizadores agustinos se dirigían a destruir los ídolos, encontraron en la caverna una imagen de Cristo con los ídolos destruidos a sus pies. El santurario del Señor de Chalma está conformado por el templo y convento construidos en el siglo XVII, el templo es de estilo neoclásico y su altar mayor es de madera policromada y estilo plateresco.
Las peregrinaciones tienen lugar principalmente en trece fiestas a lo largo del año, las más importantes de las cuales son el 6 de enero día de la Epifanía, Miércoles de Ceniza, primer viernes de Cuaresma, Semana Santa, Pentecostés, el 1 de julio día del Señor de Chalma, el 28 de agosto día de San Agustín, el 29 de septiembre día de San Miguel Arcángel y en Navidad. Las principales actividades religiosas que se llevan a cabo durante ellas son la peregrinación a pie y posteriormente una serie de danzas tradicionales ofrecidas al Señor de Chalma, siendo estas últimas lo más conocido de la población.